# Parc Diagonal Mar
El Parc Diagonal Mar és una zona verda que es troba al final de l'Avinguda Diagonal de Barcelona, que forma part de l'Inventari del Patrimoni Arquitectònic de Catalunya. Fou projectada per Enric Miralles amb la col·laboració de Benedetta Tagliabue.

## Descripció
S'estructura a partir d'un passeig central que comença a l'entrada del carrer de Llull, i que es va formant cap a la façana marítima. A l'entrada, un espai de jardí es configura al voltant d'una gran pèrgola metàl·lica que sustenta alguns dels grans testos coberts amb decoracions semblants al trencadís gaudinià. Segons el projecte, la vegetació s'hauria d'enfilar per les estructures metàl·liques properes als testos, però això no s'ha aconseguit mai.
El parc es distribueix amb una sèrie de camins amb ramificacions en totes les direccions. Hi ha una zona de jocs infantils a l'entorn d'una làmina d'aigua. Cap a la Diagonal el passeig s'eixampla per donar lloc a un estany, l'element que dona més caràcter al parc. A l'altra banda de l'estany trobem cinc turons coberts de verd i superfície arbrada, en un dels quals hi trobem plans inclinats per a patinar i tobogans.
El parc està envoltant de grans torres d'habitatges projectades també a partir del mateix procés de remodelació urbanística dins el marc del Fòrum de les Cultures del 2004. Els espais del parc pròxims a les torres són d'ús exclusiu pels habitants d'aquestes. Un dels elements més importants en el disseny de Miralles és aquesta relació entre naturalesa i artificialitat, entre estructures metàl·liques i vegetació, entre l'aigua i el metall o entre els edificis del voltant i el mateix parc. Alhora compleix la funció d'enllaçar el mar amb la Diagonal creuant també la Ronda Litoral a través d'un pont.